# SM-sarja 1955/56
Die Saison 1955/56 war die 25. Spielzeit der finnischen SM-sarja. Meister wurde zum ersten Mal in der Vereinsgeschichte überhaupt TPS Turku. HIFK Helsinki und KyPa Karhula stiegen in die 2. Liga ab.

## Modus
Die Hauptrunde wurde in zwei Gruppen mit je fünf Mannschaften ausgetragen. Die beiden Gruppenersten qualifizierten sich für das Meisterschaftsfinale. Die beiden Zweitplatzierten trafen im Spiel um Platz 3 aufeinander. Die Letztplatzierten jeder Gruppe stiegen in die 2. Liga ab. Für einen Sieg erhielt jede Mannschaft zwei Punkte, bei einem Unentschieden gab es einen Punkt und bei einer Niederlage null Punkte.

## Hauptrunde

### Gruppe A
|    | Klub            | Sp | S | U | N | Tore  | Punkte |
| -- | --------------- | -- | - | - | - | ----- | ------ |
| 1. | TPS Turku       | 8  | 6 | 0 | 2 | 31:28 | 12     |
| 2. | Ilves Tampere   | 8  | 4 | 0 | 4 | 26:22 | 8      |
| 3. | TK-V Tampere    | 8  | 4 | 0 | 4 | 22:28 | 8      |
| 4. | HPK Hämeenlinna | 8  | 3 | 0 | 5 | 28:37 | 6      |
| 5. | HIFK Helsinki   | 8  | 3 | 0 | 5 | 34:26 | 6      |

Sp = Spiele, S = Siege, U = Unentschieden, N = Niederlagen

#### Entscheidungsspiel um Gruppenplatz 4
- HPK Hämeenlinna – HIFK Helsinki 7:4

### Gruppe B
|    | Klub              | Sp | S | U | N | Tore  | Punkte |
| -- | ----------------- | -- | - | - | - | ----- | ------ |
| 1. | Tarmo Hämeenlinna | 8  | 7 | 0 | 1 | 37:23 | 14     |
| 2. | Tappara Tampere   | 8  | 6 | 1 | 1 | 35:21 | 13     |
| 3. | Karhu-Kissat      | 8  | 4 | 1 | 3 | 23:17 | 9      |
| 4. | Vesa Helsinki     | 8  | 1 | 0 | 7 | 15:32 | 2      |
| 5. | KyPa Karhula      | 8  | 1 | 0 | 7 | 18:35 | 2      |

Sp = Spiele, S = Siege, U = Unentschieden, N = Niederlagen

#### Entscheidungsspiel um Gruppenplatz 4
- Vesa Helsinki – KyPa Karhula 3:2

## Spiel um Platz 3
- Tappara Tampere – Ilves Tampere 5:2/2:2

## Finale
- TPS Turku – Tarmo Hämeenlinna 7:2/9:3